# مرسيدس جي بي
فريق مرسيديس إي ام جي بيتروناس فورمولا 1 (بالإنجليزية: Mercedes AMG Petronas Formula One Team)‏ التابع للشركة الأم مرسيدس بنز يشارك حالياً في الفورمولا 1، ومركزه في براكلي، المملكة المتحدة، مستخدمين رخصة ألمانية. نافست مرسيدس في البطولة الأوروبية وفازت بها ثلاث مرات، ولأول مرة شاركت 1954 وذلك بفريق شارك لمدة سنتين. عادت من بعدها مرسيدس بنز إلى الفورمولا 1 عبر كونها مصنعة لمحركات فورمولا 1 عام 1994 حيث فاز الفريق مرتان ببطولة المصنعين وأربع مرات ببطولة السائقين كلهم مستخدمين محركات مرسيدس. الفريق الحالي ينافس في الفورمولا 1 منذ عام 2010 بعد شراء فريق براون جي بي الذي فاز ببطولتين للسائقين وعشرة سباقات كمصنّع في الفورمولا 1.
بعد فوزهم بأول سباق لهم في الفورمولا 1 وذلك عام 1954 في جائزة فرنسا الكبرى، فاز سائقهم خوان مانويل فانجيو بثلاث جوائز أخرى ليفوز ببطولة السائقين للعام 1954 وليكرر إنجازه عام 1955 حيث فاز حينها بالبطولة لصالح مرسيدس. على الرغم من الفوز بالبطولتين انسحبت مرسيدس بنز من البطولة كرد فعل لكارثة سباق لو مان عام 1955, ولم تعود إلى الرياضة إلا كمصنّع للمحركات وذلك بالاتفاق مع شركة لليون. عودة مرسيدس بنز كمصنّع محركات لم تكن موفقة حيث تمكنوا فقط من الفوز ببطولة واحدة. في بطولة 1982 سائقا مرسيدس الحاليين هم لويس هاملتون بطل العالم للسائقين 7 مرات وجورج راسل، بينما شركة مرسيدس إي ام جي تقدم محركات لفريقي ماكلارين وفريق فورس إنديا.

## التاريخ
شاركت مرسيدس في السباقات الأوروبية خلال فترة الثلاثينيات. خلالها سيطرت سيارتها السهم الفضي بالبطولات جنب إلى جنب مع سيارات أودي اللتان تم تأسيسهما خلال العهد النازي فازت حينها بكل البطولات الأوروبية بعد عام 1932, من بينها ثلاث فاز بها رودولف كاراسيولا.

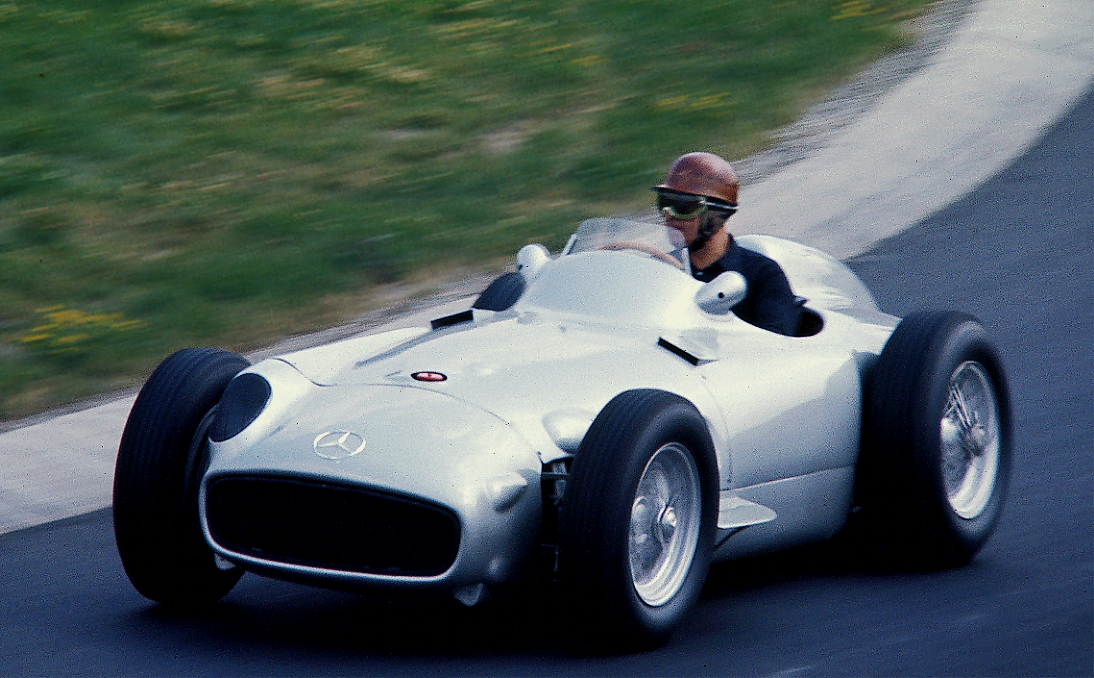
كارل كلينغ يقود سيارة المرسيدس في حلبة نوربورغرينغ

### منذ 1954 وحتى 1955
في عام 1954 شاركت مرسيدس بما يعرف اليوم بالفورمولا 1 كبطولة عالمية. وكانت سيارتهم حينها مرسيدس بنز دبليو196. حيث امتلكت السيارة قاعدة عجلات مفتوحة وشكل مبسط، حيث امتازة بإطارات مغطاة وهيكل واسع. فازت مرسيدس ببطولة عام 1954 بفضل سائقها خوان مانويل فانجيو الذي انتقل من فريق مازاراتي بدأً من جائزة فرنسا الكبرى في 4 يوليو1954 حيث كانت بداية موفقة بفوز مرسيدس بالمركزين الأول والثاني بسائقيهما فانجيو وكارل كلينغ بالإضافة إلى تحقيقهم أسرع لفة بفضل هانز هيرمان. فاز بعدها فانجيو بثلاث سباقات محققاً بطولة عام 1954.
النجاح اسمتر خلال موسم 1954, مع تطوير مرسيدس لسيارة العام المنصرم حققت مرسيدس الفوز للعام التالي على التوالي وذلك بفضل فوز فانجيو بأربع سباقات وفوز زميله الجديد في الفريق ستيرلنغ موس بسباق جائزة بريطانيا الكبرى. انتهى الموسم بتحقيق فانجيو وموس للمركزين الأول والثاني. كارثة سباق لو مان 1955 في 11 يونيو التي أودت بحياة سائق مرسيدس لسباقات السوبركار بيير ليفنغ بالإضافة إلى 80 متفرج أدت إلى إلغاء جوائز فرنسا، ألمانيا، إسبانيا وسويسرا. وانسحاب الفريق من رياضة السباقات متضمنة الفورمولا 1 في نهاية الموسم.

### منذ 2010 وحتى الآن
عادت مرسيدس إلى الفورمولا 1 في موسم 2010 بعد شراء حصة سهمية تعادل (45%) في فريق براون جي بي بالإضافة إلى شراء شركة إماراتية نسبة (30%) وذلك في 16 نوفمبر 2009. استمر حينها روس براون في منصبه كمدير للفريق واختيار براكلي كمركز للفريق لتكون قريبة من مصنع محركات مرسيدس للفورمولا 1. تبع ذلك عقد رعاية مع شركة النفط الماليزية بتروناس ليصبح اسم الفريق مرسيدس جي بي بتروناس للفورمولا 1. للفريق تاريخ متقلب، يمكن تتبعه لفريق تيريل ريسينغ الذي نافس لمصنّع في الفترة ما بين عام 1970 وحتى 1998, تم شراؤه حينها من قبل الشركة البريطانية الأمريكية للتبغ ليصبح اسم الفريق برتيش أمريكان ريسينغ في عام 1999. بعد عقد الشركة المالكة اتفاق شراكةٍ مع شركة هوندا اليابانية، تحول اسم الفريق إلى فريق هوندا إف ون وذلك في عام 2006. تغير اسم الفريق مرة أخرى عام 2008 وذلك بشراء مدير الفريق له بعدما انسحبت هوندا من الرياضة ليتحول اسم الفريق إلى براون جي بي نسبة إلى مدير الفريق روس براون. استخدم بروان في فريقه محركات من صناعة مرسيدس ورغم ميزانية الفريق الضعيفة تمكن جنسن باتون من الفوز بست سباقات من أصل سبع وليحقق لقب البطولة عام 2009 بالإضافة لفوز براون بلقب المصنعين في تلك البطولة حيث حقق حينها الفريق إنجازاً غير مسبوقاً بفوزه بلقب المصنعين ولقب السائقين في منتصف البطولة.

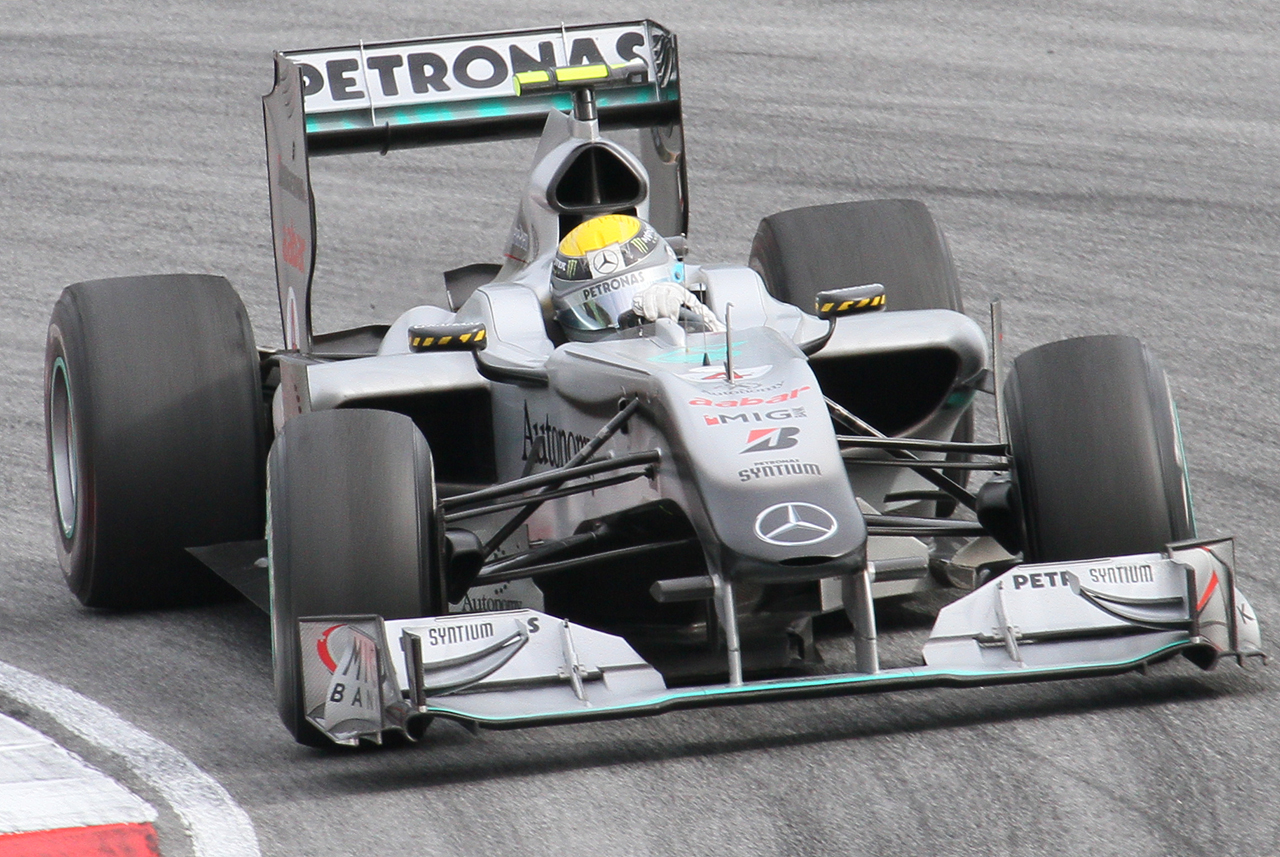
حقق نيكو روسبيرغ أول فوز للمرسيدس منذ عام 1955 في سباق جائزة ماليزيا الكبرى

تعاقدت مرسيدس مع السائق الألماني نيكو روسبيرغ وبطل العالم سبع مرات مايكل شوماخر العائد من اعتزاله الفورمولا 1 لثلاث سنوات بالإضافة للسائق نيك هاينفيلد كسائق تجارب واحتياط. بينما تعاقد السائق السابق جنسن باتون مع فريق ماكلارين، وانتقل السائق البرازيلي روبنز باركيلو إلى فريق روسبيرغ السابق ويليامز إف ون في عام 2010. بامتلاك مرسيدس فريقها الخاص باعت شركة مرسيدس الأم دايملر كرايسلر حصتها في فريق ماكلارين والبالغة 40% إلى مجموعة مكلارين مع استمرار تقديم المحركات للفريق.
أداء الفريق خلال موسم 2010 لم يكن منافساً كما كانت حاله تحت قيادة براون، حيث حلت مرسيدس رابعاً خلف فريق فيراري وفريق ماكلارين وفريق ريد بول. أفضل نتائجهم كانت باحتلال روسبيرغ للصدارة في ثلاث سباقات وحلوله ثالثاً في ثلاث أخرى. مما أدى إلى حلول روسبيرغ سابعاً في تصنيف السائقين. لكن أداء شوماخر كان مخيباً للآمال حيث انهى الموسم بدون تحقيقه أي فوز أو منصة أو مركز انطلاق أول أو حتى أسرع لفة مكرراً ما حصله معه في انطلاقته عام 1991. أصبح شوماخر مكان نقاش حاد إثر حصره لسائق فريق ويليامز إف ون روبنز باركيلو عند الحائط وذلك في سباق جائزة المجر الكبرى حيث كانت سرعته وقتها بما يعادل 290 كلم/سا. انتهى موسم الفريق بحلوله رابعاً بتحقيقه 214 نقطة.

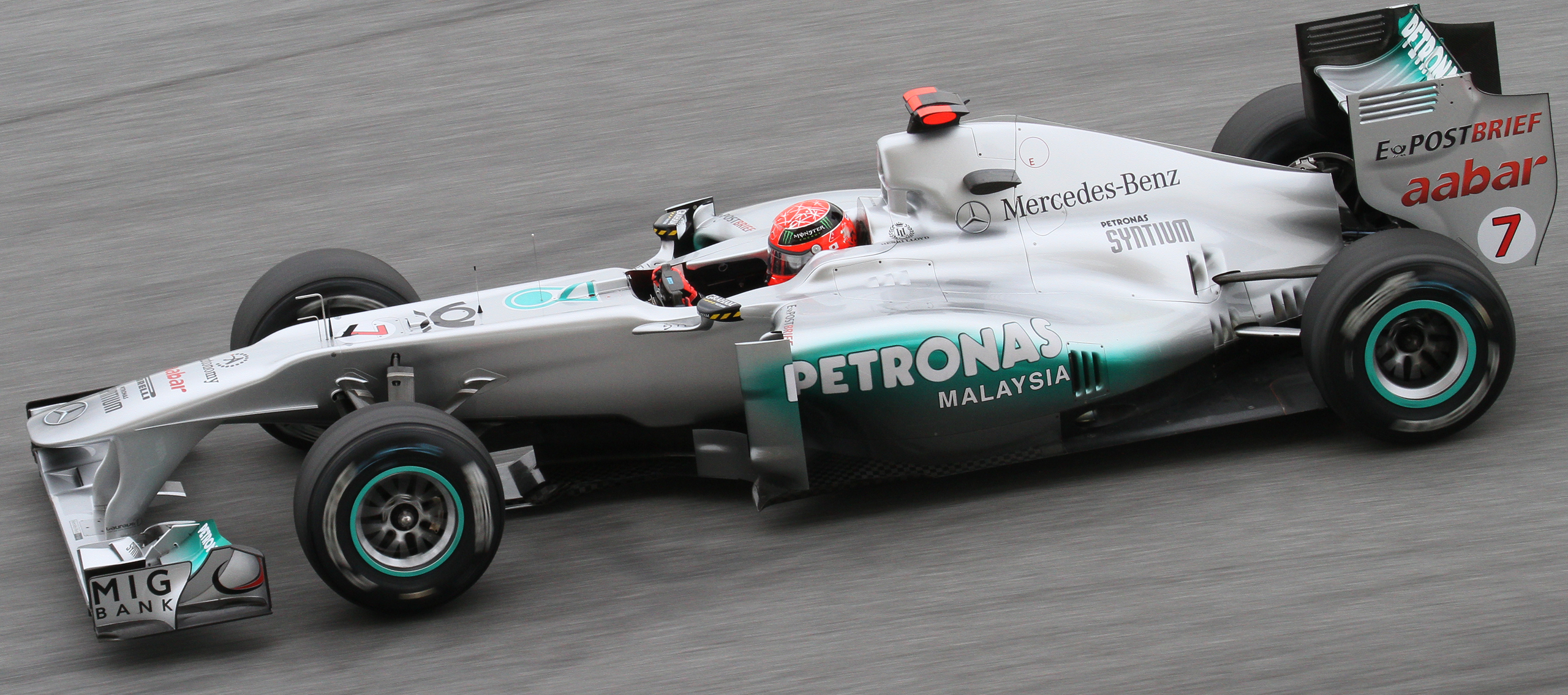
مايكل شوماخرفي سباق جائزة ماليزيا الكبرى 2011.

قبل بداية موسم 2011, قامت دايملر والشركة الإماراتيه أي أي بار بشراء حصة مدير النادي السابق والبالغة 24.9% من أسهم النادي وذلك في شهر فبراير 2011. في بداية الموسم وتحديداً جائزة أستراليا الكبرى انسحب السائقان شوماخر وروسبيرغ من السباق في اللفات 19 و22 على التوالي وذلك بسبب حادث. وفي جائزة ماليزيا الكبرى تمكن روسبيرغ من تحقيق المركز التاسع في الجولة الثالثة التأهيلية بينما فشل شوماخر حتى من التأهل إليها منطلقاً من المركز الحادي عشر. تمكن شوماخر من تحقيق أولى النقاط للفريق بحلوله تاسعاً، بينما كانت نهاية روسبيرغ متواضعة في المركز الثاني عشر. في جائزة الصين الكبرى أظهر المتسابقان براعة كبيرة بتحقيق روسبيرغ للمركز الخامس وشوماخر للمركز الثامن. أضاف روسبيرغ مركزاً خامساً إضافياً في سباق جائزة تركيا الكبرى، بينما في جائزة إسبانيا الكبرى حلّ شوماخر سادساً أما زميله روسبيرغ.
يعد سباق جائزة موناكو الكبرى المخيب للآمال، بلغ شوماخر أفضل النتائج المحققة مع مرسيدس بوقوعه رابعاً في سباق جائزة كندا الكبرى. أما في الجائزة الأوروبية الكبرى في مدينة فالنسيا وقع روسبيرغ سابعاً أما شوماخر في المركز السابع عشر إثر تلامسه مع فيتالي بيتروف. تمك بعدها شوماخر وروسبيرع من تحقيق النقاط في جائزة بريطانيا الكبرى وجائزة ألمانيا الكبرى. أما في سباق جائزة المجر الكبرى فشل شوماخر من تحقيق أية نقاط بسبب عطل في علبة السرعة لكن روسبيرغ تمكن من تحقيق المركز التاسع. أما في جائزة بلجيكا الكبرى بدأ شوماخر السباق من المؤخرة - من بعد فقدانه السيطرة على السيارة في الجولة المؤهلة للسباق - وحقق المركز الخامس بينما روسبيرغ حل سادساً، بفضل تحقيق الفريق لبعض النقاط في بداية الموسم تمكن من الحلول رابعاً - كما في بطولة 2010 - وذلك بتحقيقه 165 نقطة بدون الفوز بأي سباق أو الانطلاق من المركز الأول أو حتى الوصول إلى منصة التتويج.
قام الفريق بإزالة جي بي من اسم الفريق واستبدالها بـ إي ام جي الذي هو أحد أقسام مرسيدس والمختص بالأداء العالي للسيارات. تعرض الفريق للمسائلة في بداية الموسم وذلك لاستخدامه جناحاً خلفياً متطرفاً في سيارتهم ولم يتم حل الخلاف حتى السباق الثالث حيث أسقط الحكام الاعتراضات الموجهة إلى مرسيدس.
في السباق الثالث في الموسم جائزة الصين الكبرى حقق روسبيرغ الانطلاق من المركز الأول في الجولة التأهيلية محققاً انجازاً غاب عن مرسيدس منذ انجاز فانيجو عام 1955, وفي تلك الجولة التأهيلية حقق شوماخر المركز الثالث لكن تم إعطاؤه المركز الثاني إثر عقوبة موجهة إلى لويس هاميلتون. حقق الفريق فوزه الأول منذ 57 سنة إثر تحقيق روسبيرغ للمركز الأول في جائزة الصين الكبرى. ليكون بذلك روسبيرغ أول سائق ألماني يفوز بسباق جائزة كبرى بسيارة ألمانية منذ هيرمان لانغ في سباق جائزة سويسرا الكبرى عام 1939.
في 28 سبتمبر 2012 تم الإعلان عن التعاقد مع لويس هاميلتون للموسم القادم 2013 ولمدة ثلاث سنوات ليصبح بذلك زميل نيكو روسبيرغ.

## الرعاية
في ديسمبر 2009 عانى الفريق من نكسة إثر انسحاب شركة هنكل من عقد رعاية موقع مع الملك السابق للفريق بقيمة 80 مليون جنيهاً استرلينياً وذلك بعد ابداء هنكل عدم اهتمامها برعاية الفورمولا 1, حيث تبين أن العقد موقع من قبل موظف سابق في شركة هنكل وعلى أوراق مسروقة من الشركة وذلك لأغراض احتيالية. في 22 ديسمبر تم الإعلان عن التوصل لاتفاق بين الفريق وشركة هنكل يتم فش الدعوة القضائية فيما بينهما بدون اتخاذ أية اجراءات قانونية مع توضيح الفريق الأمور لمكتب الإدعاء العام الألماني.
في 21 ديسمبر أكد الفريق توقيع عقد رعاية مع شركة النفط الماليزي بتروناس. وأصبح على اثرها اسم الفريق مرسيدس جي بي بتروناس، بعد التقارير تشير إلى أن قيمة العقد 30 مليون يورو سنوياً. إضافة لمبلغ 50 مليون يورو كسبها الفريق نتيجة لفوزه بموسم 2009 تحت مسمى براون جي بي، بالإضافة إلى عائدات التغطية التلفزيونية. مميا يعني بأن الفريق يمتلك 80 مليون يورو بدون تخصيص أي مبلغ إضافي من شركة مرسيدس.
في 25 يناير 2010 تم عرض لباس الفريق في متحف مرسيدس في مدينة شتوتغارت، وذلك بحضور شوماخر وروسبيرغ. السيارة تحمل اللون الفضي التقلدي لفريق مرسيدس بالإضافة إلى شعارات الرعاية.

## روابط خارجية
- Mercedes AMG Petronas F1 Team official website